# John Browning (pianiste)
Pour les articles homonymes, voir John Browning et Browning.
John Browning (23 mai 1933 – 26 janvier 2003) est un pianiste américain connu pour son style délicat et élégant, ses interprétations sophistiquées de Bach et Scarlatti et sa collaboration avec le compositeur américain Samuel Barber.

## Biographie
Browning est né de parents musiciens à Denver, Colorado, en 1933. Il étudie le piano dès l'âge de 3 ans avec sa mère, et à l'âge de 10 ans, est accepté comme élève par Rosina Lhévinne.
Il se produit en tant que soliste avec l' Orchestre symphonique de Denver plus tard dans la même année 1943.
En 1945, sa famille déménage à Los Angeles, en Californie. Il y passe deux ans à l'Occidental College et suit l'enseignement de Lee Pattison (en). Il commence ses études à la Juilliard School de New York avec Rosina Lhévinne en 1950. Il remporte le Concours Leventritt en 1955 et fait ses débuts professionnels avec le New York Philharmonic en 1956.
Jusqu'alors, sa carrière a été dirigée par l'impresario Herbert Barrett, et il signera plus tard avec Columbia Artists Management Inc. au début des années 1990.
Dès 1960, Browning émerge en tant que soliste vedette dans l'émission spéciale Spring Festival of Music de la chaîne CBS Television aux heures de grande écoute. Son apparition avec le chef Alfredo Antonini et l'Orchestre symphonique de la NBC donne lieu à une interprétation virtuose du Deuxième Concerto pour piano de Sergei Rachmaninov, qui se distingue pour ses qualités musicales d'exception et sa représentation télévisuelle imaginative.
En 1962, il donne la première du Concerto pour piano de Samuel Barber, lauréat du Prix Pulitzer, qui a été écrit pour lui, à l'occasion de l'ouverture du Lincoln Center. Il réalise ensuite un enregistrement commercial de l'œuvre pour Columbia avec George Szell à la direction du Cleveland Orchestra. Son deuxième enregistrement de l'œuvre, avec Leonard Slatkin et le St. Louis Symphony Orchestra en 1991 pour RCA Victor, lui fait remporter un Grammy Award du meilleur soliste instrumental avec orchestre. En 1993, Browning remporte un deuxième Grammy Award du meilleur soliste instrumental sans orchestre pour un disque d'œuvres solo de Barber sur MusicMasters. Il continue à suivre les œuvres des compositeurs américains contemporains mais en trouve relativement peu à son goût.
Browning a sa vie durant, mené une carrière bien remplie, donnant une centaine de concerts par saison. Il a allégé son emploi du temps dans les années 1970, expliquant plus tard qu'il s'était laissé aller vers une surcharge de travail. Dans les années 1990, sa carrière a connu une sorte de renaissance. Sa dernière apparition publique a eu lieu à la National Gallery of Art de Washington en avril 2002.
Sa dernière représentation a eu lieu face à un public invité à la Cour suprême des États-Unis en mai 2002. Il est décédé (d'une insuffisance cardiaque) à l'âge de 69 ans quelque huit mois plus tard à Sister Bay, Wisconsin.

## Héritage
On se souvient de John Browning pour ses interprétations intellectuelles pénétrantes de Bach, Haydn, Mozart et Scarlatti, entre autres, et pour ses nombreux enregistrements des œuvres de ces compositeurs et d'autres. Browning a enregistré pour RCA Victor, Columbia Records, Capitol Records, Delos et MusicMasters Records .

## Interviews
- Entretien de John Browning avec Bruce Duffie, 13 octobre 1995
- Entretien de John Browning avec David Dubal, WNCN-FM, 27 juin 1983